# イル・ド・フランス (客船)

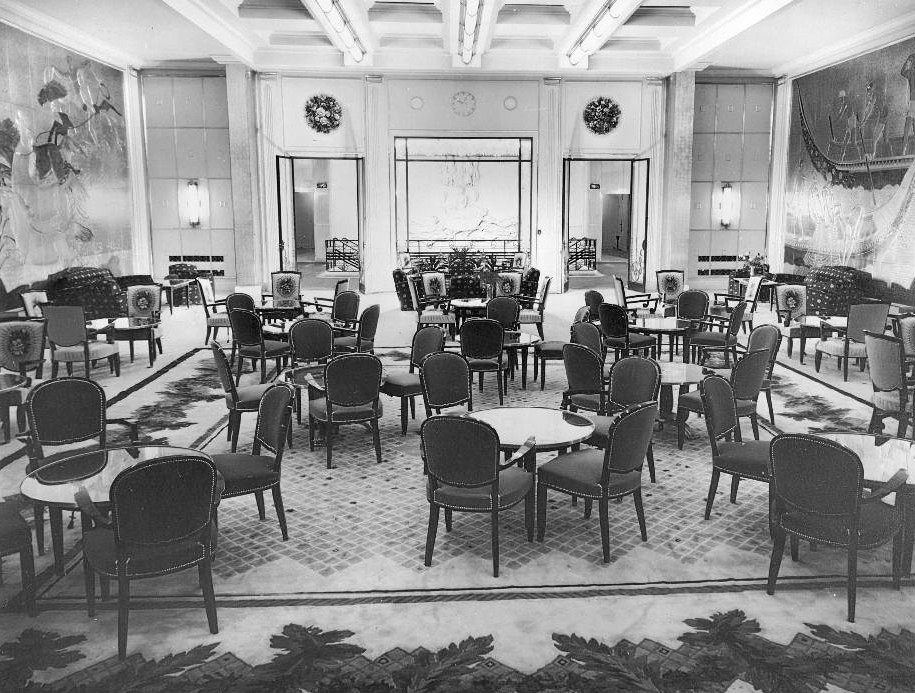
イル・ド・フランスのサロン

イル・ド・フランス（S.S.Ile de France）(フランス語: S.S.Île de France)は、1926年に竣工したフランスの客船。戦争を挟みつつ約30年に渡り北大西洋航路で活躍し、数々の海上救助に従事したことから「大西洋のセント・バーナード」の異名を取った。
フランスのCGT(現CMA CGM）が1927年から1958年まで運行し、異彩を放ったキャビンサービスや船内インテリアデザインから、エスプリ客船と称され旅行者達に親しまれた。

## 建造・設計
ニューヨーク航路急行便の大型客船「フランス」、「パリ」に続き、1925年起工。

## 運用
1927年6月22日にル・アーヴル出港、処女航海に就き、サウサンプトンを経由して ニューヨークに到着する。

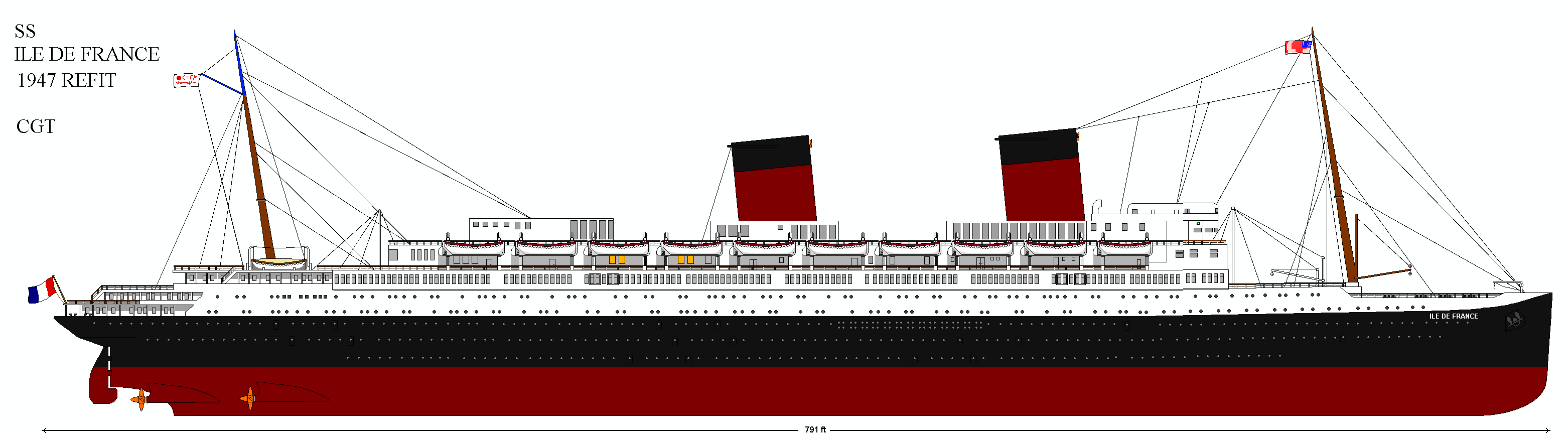
1949年時の「イル・ド・フランス」。煙突の本数と形状が変更されていた。

## 救助船
「イル・ド・フランス」には「大西洋のセント・バーナード」という異名もあった。これは同船が数多くの海上救難を行ったことに由来するもので、1932年に船客を見送りに来た民間機が同船付近で墜落したのを救助したのを皮切りに、1951年には機関室浸水で漂流していた英貨物船「チェズウィック」をエスコート、1953年には荒天で沈没した英貨物船「グリーンヴィル」の乗員26名中24名を救助、1958年にはスウェーデン客船「クングスホルム」で病気の船客に吸入させる酸素が不足したのに対して補給を行い、その2週間後にはオランダ貨物船「ソェスダイク」の乗員が虫垂炎になったのを引き取って、船客の外科医の執刀によって手術を行った。開腹したところ、既に虫垂穿孔から腹膜炎を来しており、本船で手術が行えなければ致命的になりうる状況であった。さらにその10日後には、リベリア船籍の貨物船から喘息の乗員を引き取り、船医が治療を行っている。

様々な救助実績のなかで最も有名なのが、1956年7月25日「アンドレア・ドーリア」遭難事件への対応である。
この救助活動は世界中から賞賛を受け、その功績によって勇敢な船への授賞を受けている。非アメリカ船籍の船としては異例なことであった。

## 豪華客船中の豪華客船
「イル・ド・フランス」への評「豪華客船中の豪華客船」に異議を唱える意見は多く、船体規模、絢爛なインテリアに速度記録など、様々な面でこれを凌駕する豪華客船はそれ以前から、またその引退以降も刷新を繰り返している。それでも長い運行期間中、乗客にまつわるエピソードや伝説、時にはユニークな料理そして多くの洋上救難活動など、広範な活動と逸話に彩られた、20世紀前半～中期における屈指の客船であったことは異論がない。
他社では欧米社交界と上流階級のマナーを踏襲し、様式に則ったサービスに終始したが、CGTはフランス伝統の中にあっても堅苦しさは薄く、多民族の文化に応える柔軟な姿勢で臨んだ。その評判を聞いて藤田嗣治なども乗船している。
- ある実業家夫人が部屋つきのボーイにのたもうた。「私、お風呂に入りながらすてきな音楽を聴いてみたいのよね」。翌朝、彼女がバスタブに身を沈めると、その外廊下から音楽が聞こえてくる。ダンスホールの楽団から数人が出張し音楽を奏で、心地よい長い入浴が約一時間のあいだ続いた。等々[3]。
- 乗客のペット犬などへ提供する食事メニューを発行した客船は、「イル・ド・フランス」が最初である。
- 既にトップスターの地位にあった俳優モーリス・シュヴァリエは、ある航海で乗船した際、頭を下げ、自分が厨房に入って料理を一つ作りたいと願い出た。料理のリクエストではなく、乗客が、それも欧米を股に掛けて活躍していたフランスを代表するスターが「厨房に立って調理したい」という希望に、司厨担当達は驚いたが希望を聞き入れた。シュヴァリエは無礼を詫びて、母親が得意とした羊煮込み料理を作り、同行のパーティに振舞った。シュヴァリエは、再乗船ではコースメニューを提案して調理に加わり、一等クラスの晩餐がシュヴァリエの献立でもてなされた。
- ナンシー・キュナード（en)は、CGTと競合するイギリスの名門キュナード汽船創業者の孫だが、大西洋渡航は必ず「イル・ド・フランス」を指定し乗船した。
- 世界的指揮者アルトゥーロ・トスカニーニは、アメリカで公演する際はイル・ド・フランスのスケジュールに合わせてニューヨークに入り、停泊中の水曜から土曜日にかけてフィラデルフィアなどで演奏公演を行い、とんぼ返りを繰り返した。
- サヴァンシア･フロマージュ(en)のブリーチーズブランド名は1936年に輸出輸送を担当した事に因み、パッケージには二本煙突時代のイル・ド・フランスと国旗をあしらったマークラベルで販売されている。(イル・ド・フランスの客室写真など有り)

## 最後
「フランス」の建造に伴い1958年11月引退。

## 参考資料
- 金子直樹「「廃墟」の歴史地理 : 摩耶観光ホテルを事例に」『人文論究』第55巻第1号、関西学院大学、2005年5月25日、63-88頁、NAID 110004500468。